# Colobothea varia
Colobothea varia är en skalbaggsart som först beskrevs av Fabricius 1787. Colobothea varia ingår i släktet Colobothea och familjen långhorningar.
Artens utbredningsområde är:
- Panama.
- Venezuela.

Inga underarter finns listade i Catalogue of Life.